# Dałmatowo
Dałmatowo – miasto w Rosji, w obwodzie kurgańskim. W 2010 roku liczyło 13 911 mieszkańców.